# WTA Elite Trophy
WTA Elite Trophy este al doilea turneu de sfârșit de an de tenis la nivel profesionist din WTA Tour. Este evenimentul succesor al Turneului Campionelor WTA, care a avut loc în perioada 2009-2014.
Trofeul Elite are loc la finalul fiecărui sezon la două discipline: simplu și dublu. Evenimentul de simplu include 12 jucătoare (11 dintre ele clasate de pe locul 9 până pe locul 19 în clasamentul final WTA și un wildcard). Jucătoarele sunt împărțite în patru grupe de câte trei, câștigătoarele grupei avansând în semifinalele cu o singură eliminare. Campionatul de dublu cuprinde șase echipe în două grupe, câștigătoarele grupelor disputând finală.
Ediția inaugurală a avut loc în 2015, oferind premii în bani de 2,15 milioane de dolari. Zhuhai, China, a găzduit trofeul WTA Elite în primii cinci ani până în 2019.

## Rezultate

### Simplu
| Oraș gazdă | An   | Campioană                              | Finalistă                              | Scor                                   |
| ---------- | ---- | -------------------------------------- | -------------------------------------- | -------------------------------------- |
| Zhuhai     | 2015 | Venus Williams                         | Karolína Plíšková                      | 7–5, 7–6(8–6)                          |
| Zhuhai     | 2016 | Petra Kvitová                          | Elina Svitolina                        | 6–4, 6–2                               |
| Zhuhai     | 2017 | Julia Görges                           | CoCo Vandeweghe                        | 7–5, 6–1                               |
| Zhuhai     | 2018 | Ashleigh Barty                         | Wang Qiang                             | 6–3, 6–4                               |
| Zhuhai     | 2019 | Arina Sabalenka                        | Kiki Bertens                           | 6–4, 6–2                               |
| Zhuhai     | 2020 | Anulat din cauza pandemiei de COVID-19 | Anulat din cauza pandemiei de COVID-19 | Anulat din cauza pandemiei de COVID-19 |
| Zhuhai     | 2021 | Anulat din cauza pandemiei de COVID-19 | Anulat din cauza pandemiei de COVID-19 | Anulat din cauza pandemiei de COVID-19 |
| Zhuhai     | 2022 | Nu s-a ținut                           | Nu s-a ținut                           | Nu s-a ținut                           |
| Zhuhai     | 2023 | Beatriz Haddad Maia                    | Zheng Qinwen                           | 7–6(13–11), 7–6(7–4)                   |

### Dublu
| Oraș gazdă | An   | Campioane                                  | Finaliste                                      | Scor                                   |
| ---------- | ---- | ------------------------------------------ | ---------------------------------------------- | -------------------------------------- |
| Zhuhai     | 2015 | Liang Chen Wang Yafan                      | Anabel Medina Garrigues Arantxa Parra Santonja | 6–4, 6–3                               |
| Zhuhai     | 2016 | İpek Soylu Xu Yifan                        | Yang Zhaoxuan You Xiaodi                       | 6–4, 3–6, [10–7]                       |
| Zhuhai     | 2017 | Duan Yingying Han Xinyun                   | Lu Jingjing Zhang Shuai                        | 6–2, 6–1                               |
| Zhuhai     | 2018 | Lyudmyla Kichenok Nadiia Kichenok          | Shuko Aoyama Lidziya Marozava                  | 6–4, 3–6, [10–7]                       |
| Zhuhai     | 2019 | Lyudmyla Kichenok (2) Andreja Klepač       | Duan Yingying Yang Zhaoxuan                    | 6–3, 6–3                               |
| Zhuhai     | 2020 | Anulat din cauza pandemiei de COVID-19     | Anulat din cauza pandemiei de COVID-19         | Anulat din cauza pandemiei de COVID-19 |
| Zhuhai     | 2021 | Anulat din cauza pandemiei de COVID-19     | Anulat din cauza pandemiei de COVID-19         | Anulat din cauza pandemiei de COVID-19 |
| Zhuhai     | 2022 | Nu s-a ținut                               | Nu s-a ținut                                   | Nu s-a ținut                           |
| Zhuhai     | 2023 | Beatriz Haddad Maia · Veronika Kudermetova | Miyu Kato Aldila Sutjiadi                      | 6–3, 6–3                               |